# Crambus cyrilellus
Crambus cyrilellus là một loài bướm đêm trong họ Crambidae.